# Форель (селище)
Форе́ль (рос. Форель) — селище у складі Амурського району Хабаровського краю, Росія. Входить до складу Литовського сільського поселення.

## Населення
Населення — 144 особи (2010; 246 у 2002).
Національний склад (станом на 2002 рік):
- росіяни — 85 %